# Arild Hvidtfeldt
Anton Poul Arild Peter Hvidtfeldt (26. juni 1915 – 17. februar 1999) var mag.art., dr.phil., dansk religionshistoriker og religionssociolog. Han var professor i religionssociologi ved Københavns Universitet 1970 – 1985 og udgav en lang række bøger om bl.a. aztekisk religion, hinduisme, buddhisme og hellinistiske religioner. Han var en overgang medlem af Videnskabernes Selskab.
I den første halvdel af sit liv var han journalist, politisk engageret i Socialdemokratiet og ansat på Social-Demokraten (senere Aktuelt) fra 1943-1963. Under krigen var han involveret i modstandsbevægelsen, udenrigskorrespondent i Berlin fra 1943-1945 og derefter interneret i en russisk lejr. Hans erindringsbog "I fred og krig" fra 1995 giver et indsigtsfuldt tilbageblik halvtreds år senere på denne skelsættende politiske periode. I den anden halvdel af sit liv var han en betydningsfuld religionshistoriker og var ansat på bl.a. Østre Borgerdydskole, på Danmarks Biblioteksskole, og på Københavns Universitet.
Han blev mag. art. i religionshistorie i 1955 og dr.phil. i 1958. Hans disputats om aztekisk religion var et pionerarbejde ikke mindst på grund af hans diskussion af forholdet mellem kult og myte og hans brug af mana-begrebet. 
Arild Hvidtfeldts forhold til det religionshistoriske stof var agnostisk og humanistisk. 
Han skrev bl.a. bøgerne "Religioner og kulturer" (1961), som blev brugt i religionsundervisningen i mange af landets gymnasier, og til Politikens Forlag bidrog han bl.a. med bøgerne "Buddhismen", "Hinduismen" og "Hellenistiske Religioner", med supplementsbindet "Nordamerika" til Grimbergs Verdenshistorie og med to bind til Politikens verdenshistorie. 
I 1970 blev Arild Hvidtfeldt professor i det nyoprettede fag på Københavns Universitet; religionssociologi. Hans interesse for aztekisk religion ansporede ham desuden til at få oprettet et tilknyttet fag, Indianske Sprog og Kulturer.